# Брюгероль
Брюгеро́ль (фр. Brugairolles) — коммуна во Франции, находится в регионе Лангедок — Руссильон. Департамент коммуны — Од. Входит в состав кантона Алень. Округ коммуны — Лиму.
Код INSEE коммуны — 11053.

## Население
Население коммуны на 2008 год составляло 248 человек.
| 1962 | 1968 | 1975 | 1982 | 1990 | 1999 | 2008 |
| ---- | ---- | ---- | ---- | ---- | ---- | ---- |
| 252  | 267  | 221  | 199  | 207  | 196  | 248  |

## Экономика
В 2007 году среди 147 человек в трудоспособном возрасте (15—64 лет) 99 были активными, 48 — неактивными (показатель активности — 67,3 %, в 1999 году было 70,3 %). Из 99 активных работали 94 человека (57 мужчин и 37 женщин), безработных было 5 (1 мужчина и 4 женщины). Среди 48 неактивных 14 человек были учениками или студентами, 20 — пенсионерами, 14 были неактивными по другим причинам.

## Достопримечательности
- Замок Брюгероль (XII—XVIII века, в частной собственности)